# La Barre-de-Monts

La Barre-de-Monts este o comună în departamentul Vendée, Franța. În 2009 avea o populație de 2,146 de locuitori.